# Ash, Surrey
Ash är en ort och civil parish i Storbritannien.   Den ligger i grevskapet Surrey och riksdelen England, i den södra delen av landet, 50 km sydväst om huvudstaden London. Arean är 9,7 kvadratkilometer. Ash gränsar till North Camp.
Terrängen i Ash är platt.